# Port lotniczy Mwanza
Port lotniczy Mwanza (IATA: MWZ, ICAO: HTMW) – port lotniczy położony w Mwanza, w regionie Mwanza, w Tanzanii. 

## Linie lotnicze i połączenia
| Linia Lotnicza   | Kierunek                                                                                               |
| ---------------- | --- |
| Air Tanzania     | 1. Bukoba 2. Dar es Salaam 3. Kilimandżaro                                                             |
| Auric Air        | 1. Bukoba 2. Kigali 3. Kigoma 4. Mpanda 5. Musoma 6. Rubondo                                           |
| Coastal Aviation | 1. Arusza 2. Dar es Salaam 3. Kigali 4. Jezioro Manyara 5. Selous 6. Seronera 7. Tarangire 8. Zanzibar |
| Precision Air    | 1. Bukoba 2. Dar es Salaam 3. Kilimandżaro 4. Nairobi                                                  |